# Episporium

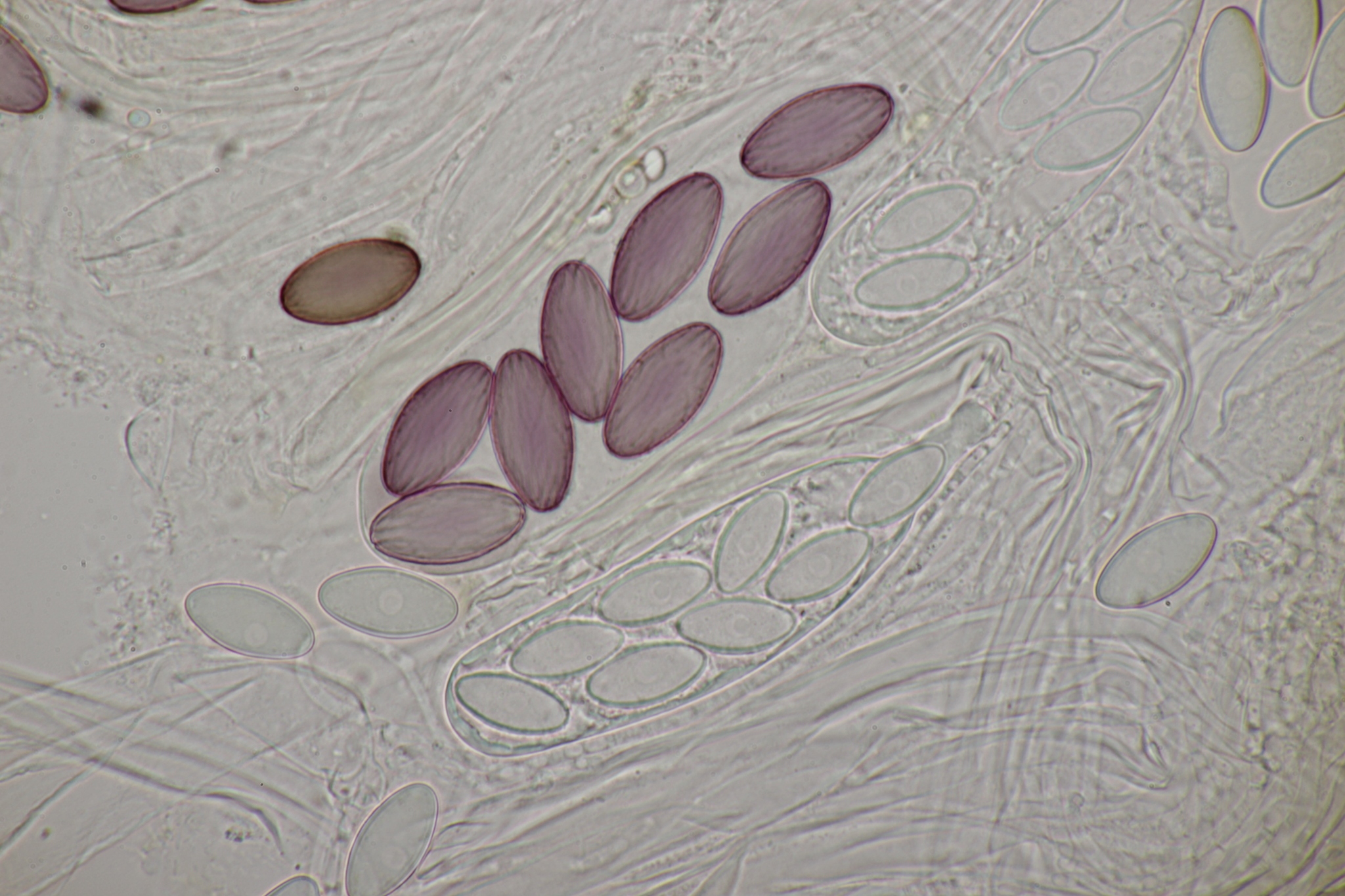
Askospory koprofilnego grzyba Ascobolus albidus z podłużnymi grzbietami w episporium

Episporium – jedna ze środkowych warstw ściany komórkowej w zarodnikach grzybów. W ścianie tej wyróżniono 5 warstw. W kolejności od zewnątrz do środka są to: ektosporium, perisporium, exosporium, episporium i endosporium.
U grzybów endosporium i episporium zbudowane są z polimerowych polisacharydów chityny i glukanu. Tylko u grzybów ściany komórkowe zawierają te substancje. Są one odporne na wiele substancji chemicznych, m.in. na działanie gorącego wodorotlenku potasu KOH. U zarodników Xerocomus (podgrzybek) episporium nie jest wyraźnie oddzielone od egzosporium, ale ma inny skład chemiczny.
Grubość ścian komórkowych w zarodnikach grzybów zależna jest od warunków jakie muszą przetrwać. Grube ściany to adaptacja zarodników do przetrwania trudnych warunków w przewodzie pokarmowym zwierząt. Z tego powodu grube ściany mają głównie zarodniki grzybów saprotroficznych, a zwłaszcza grzybów koprofilnych, np. polówek (Agrocybe), kołpaczków (Panaeolus) i łysiczek (Psilocybe) i łuskwiaków. Również zarodniki barwne mają grubsze ściany od zarodników szklistych (hialinowych).